# Hans Bonnevier
Hans Gösta Bonnevier, född 9 februari 1944 i Oscars församling, Stockholm, är en svensk programdirektör.

## Biografi
Bonnevier blev fil. kand. vid Stockholms universitet 1968 och anställdes 1969 vid Sveriges Radios sektion för publikundersökningar och utredning. 1977 blev han chef för centrala programredaktionen inom ljudradion och innehade därefter ett antal chefsposter inom Sveriges Radio-koncernen. 1991 blev han TV2:s sista ordinarie programdirektör. Inför sammanslagningen av SVT:s kanaler blev Bonnevier SVT:s planeringschef i september 1995. Den 1 september 1999 lämnade har SVT och blev programdirektör för Sveriges Radios lokala kanaler och P4 Riks. Han lämnade Sveriges Radio den 1 augusti 2000. Den 1 februari 2003 blev han programchef på Utbildningsradion, en tjänst som han innehade i drygt ett år fram till 1 mars 2004.

## Källhänvisningar
1. 1 2 3  Sveriges befolkning 2000, Sveriges Släktforskarförbund, 2020.[källa från Wikidata]
2. ↑  Sveriges befolkning
2000:
Bonnevier, Hans Gösta
(1944-02-09)
Försäkringskassan, uttag avseende 20001231 (2014)
3. ↑  Bonnevier, Hans i Vem är det 1993
4. ↑  Sveriges Radio, ljudradion i Sveriges statskalender 1978
5. ↑  Bonnevier ny direktör, Dagens Nyheter, 1 juli 1999
6. ↑  P3:s kanalchef slutar efter sex år, Sydsvenskan, 20 juni 2000